# Улянув I (гміна)
Ґміна Улянув I (пол. Gmina Ulanów I) — колишня (1934—1939 рр.) сільська ґміна Нисківського повіту Львівського воєводства Польської республіки (1918—1939) рр. Центром ґміни було село Улянув.

1 серпня 1934 р. було створено об'єднану сільську ґміну Улянув I в Нисківському повіті Львівського воєводства. До неї увійшла сільська громада Улянув.